# Vlado Kasalo
Vladimir "Vlado" Kasalo (ur. 11 września 1962 w Osijeku) – chorwacki piłkarz występujący na pozycji obrońcy. Reprezentant Jugosławii.

## Kariera klubowa
Kasalo karierę rozpoczynał w sezonie 1983/1984 w zespole NK Osijek, grającym w pierwszej lidze jugosłowiańskiej. Jego barwy reprezentował cztery sezony, a potem, przez kolejne dwa, grał w innym pierwszoligowcu, Dinamie Zagrzeb. W 1989 roku przeszedł do niemieckiego 1. FC Nürnberg. W Bundeslidze zadebiutował 5 sierpnia 1989 w zremisowanym 2:2 meczu z Bayerem 04 Leverkusen. 12 maja 1990 w wygranym 2:0 pojedynku z 1. FC Kaiserslautern strzelił swojego jedynego gola w Bundeslidze. Graczem 1. FC Nürnberg był do końca sezonu 1990/1991.
W 1992 roku Kasalo został graczem drugoligowego 1. FSV Mainz 05. Występował tam przez dwa sezony, a w 1994 roku zakończył karierę.

## Kariera reprezentacyjna
W reprezentacji Jugosławii Kasalo wystąpił jeden raz, 29 sierpnia 1987 w przegranym 0:1 towarzyskim meczu ze Związkiem Radzieckim.
W 1990 roku Kasalo rozegrał też dwa spotkania w reprezentacji Chorwacji. Po raz pierwszy zagrał w niej 17 października 1990 w wygranym 2:1 towarzyskim pojedynku ze Stanami Zjednoczonymi, a po raz drugi 22 grudnia 1990 w wygranym 2:0 towarzyskim meczu z Rumunią.